# Kanton Pirmasens
Der Kanton Pirmasens (frz. canton de Pirmasens) war eine von acht Verwaltungseinheiten, in die sich das Arrondissement Zweibrücken (frz. arrondissement de Deux-Ponts) im Departement Donnersberg (frz. département du Mont-Tonnerre) gliederte. Der Kanton war in den Jahren 1798 bis 1814 Teil der Französischen Republik (1798–1804) und des Napoleonischen Kaiserreichs (1804–1814). Hauptort (Chef-lieu) war die heutige Stadt Pirmasens.
Nachdem die Pfalz 1816 zum Königreich Bayern gekommen war, wurden die Kantone zunächst beibehalten und waren Teile der Verwaltungsstruktur bis 1852.
Das Verwaltungsgebiet lag im heutigen Landkreis Südwestpfalz in Rheinland-Pfalz.

## Gemeinden und Mairien
Nach einer amtlichen Tabelle aus dem Jahr 1811 gehörten zum Kanton Pirmasens folgende Gemeinden, die verwaltungsmäßig Mairien zugeteilt waren (Ortsnamen in der damaligen Schreibweise); die Einwohnerzahlen (Spalte „EW 1815“) sind einer Statistik von 1815 entnommen; die Spalte „vor 1792 zugehörig“ nennt die landesherrliche Zugehörigkeit vor 1792.
| Gemeinde                      | Mairie          | EW 1815 | vor 1792 zugehörig             | Anmerkungen                                                |
| ----------------------------- | --------------- | ------- | ------------------------------ | ---------------------------------------------------------- |
| Donsieders                    | Rodalben        | 887     | Hanau-Lichtenberg              |                                                            |
| Fehrbach                      | Pirmasens       | 400     | Hanau-Lichtenberg              | seit 1969 Stadtteil von Pirmasens                          |
| Gersbach                      | Vinningen       | 401     | Hanau-Lichtenberg              | seit 1972 Stadtteil von Pirmasens                          |
| Hengstberg                    | Windsberg       | 116     | Pfalz-Zweibrücken              | seit 1972 Stadtteil von Pirmasens (Hengsberg)              |
| Hirschthal                    | Schönau         | 184     | Pfalz-Zweibrücken              |                                                            |
| Hocheischweiler               | Ninschweiler    | 176     | Pfalz-Zweibrücken              | heute Höheischweiler                                       |
| Hochmühlbach                  | Ninschweiler    | 160     | Pfalz-Zweibrücken              | seit 1969 Ortsteil von Rieschweiler-Mühlbach (Höhmühlbach) |
| Lemberg                       | Lemberg         | 1.050   | Hanau-Lichtenberg              |                                                            |
| Münchweiler                   | Rodalben        | 760     | Baden und Hessen-Darmstadt     | heute Münchweiler an der Rodalb                            |
| Nothweiler                    | Schönau         | 279     | Pfalz-Zweibrücken              |                                                            |
| Ninschweiler und Dusenbrücken | Ninschweiler    | 425     | Pfalz-Zweibrücken              | heute Nünschweiler                                         |
| Pirmasens                     | Pirmasens       | 4.800   | Hanau-Lichtenberg              |                                                            |
| Rodalben und Petersberg       | Rodalben        | 1.391   | Markgrafschaft Baden           |                                                            |
| Rumbach                       | Schönau         | 452     | Pfalz-Zweibrücken              |                                                            |
| Ruppertsweiler                | Pirmasens       | 150     | Hanau-Lichtenberg              |                                                            |
| Schönau                       | Schönau         | 525     | Pfalz-Zweibrücken              | heute Schönau (Pfalz)                                      |
| Thaleischweiler               | Thaleischweiler | 648     | Hessen-Darmstadt und Sickingen | seit 1969 Ortsteil von Thaleischweiler-Fröschen            |
| Thalfröschen                  | Thaleischweiler | 430     | Hanau-Lichtenberg              | seit 1969 Ortsteil von Thaleischweiler-Fröschen            |
| Vinningen                     | Vinningen       | 822     | Hanau-Lichtenberg              |                                                            |
| Windsberg                     | Windsberg       | 328     | Pfalz-Zweibrücken              | seit 1972 Stadtteil von Pirmasens                          |
| Winzeln                       | Vinningen       | 54      | Hanau-Lichtenberg              | seit 1969 Stadtteil von Pirmasens                          |

Anmerkungen:
1. ↑  Münchweiler war geteilt: rechts der Rodalb gehörte zur Markgrafschaft Baden (Herrschaft Gräfenstein), links der Rodalb gehörte den Landgrafen von Hessen-Darmstadt (Herrschaft Lemberg). (Archiv für mittelrheinische Kirchengeschichte)
2. ↑  Kondominium, zuletzt im gemeinsamen Besitz der Landgrafen von Hessen-Darmstadt und der Grafen von Sickingen (Geographisch-historisch-statistische Beschreibung des Rheinkreises)

## Geschichte
Vor der Besetzung des Linken Rheinufers im Ersten Koalitionskrieg (1794) gehörten die Ortschaften im 1798 eingerichteten Verwaltungsbezirk des Kantons Pirmasens größtenteils zur Grafschaft Hanau-Lichtenberg, zuletzt im Besitz der Landgrafen von Hessen-Darmstadt, sowie zum Herzogtum Pfalz-Zweibrücken, zuletzt im Besitz des Herzogs von Bayern.
Von der französischen Direktorialregierung wurde 1798 die Verwaltung des Linken Rheinufers nach französischem Vorbild reorganisiert und damit u. a. eine Einteilung in Kantone übernommen. Die Kantone waren zugleich Friedensgerichtsbezirke. Der Kanton Pirmasens gehörte zum Arrondissement Zweibrücken im Departement Donnersberg. Der Kanton war in acht Mairies und 22 Gemeinden eingeteilt. Um das Jahr 1801 lebten im Kanton 11.466 Einwohner, davon 4.176 Katholiken, 6.948 Protestanten, 316 Juden und 26 Mennoniten.
Nachdem im Januar 1814 die Alliierten das Linke Rheinufer wieder in Besitz gebracht hatten, wurde im Februar 1814 das Departement Donnersberg und damit auch der Kanton Pirmasens Teil des provisorischen Generalgouvernements Mittelrhein. Nach dem Pariser Frieden vom 30. Mai 1814 wurde dieses Generalgouvernement im Juni 1814 aufgeteilt, das Departement Donnersberg wurde der neu gebildeten Gemeinschaftlichen Landes-Administrations-Kommission zugeordnet, die unter der Verwaltung von Österreich und Bayern stand.
Im Pariser Frieden vom Mai 1814 wurde auch die Grenze zwischen Frankreich und Deutschland auf den Stand vom 1. Januar 1792 wieder hergestellt. Das hatte zur Folge, dass am 6. September 1814 einige Gemeinden aus dem Département Moselle in das Département Donnersberg übertragen wurden. Der Kanton Pirmasens erhielt vom Kanton Bitsch die Gemeinden Eppenbrunn, Erlenbrunn, Hilst, Kröppen, Ludwigswinkel, Niedersimten, Obersimten, Obersteinbach, Schweix und Trulben.

## Bayerischer Kanton Pirmasens
Aufgrund der auf dem Wiener Kongress getroffenen Vereinbarungen kam das Gebiet im Juni 1815 zu Österreich. Die gemeinschaftliche österreichisch-bayerische Verwaltung wurde vorerst beibehalten.
Am 14. April 1816 wurde zwischen Österreich und Bayern ein Staatsvertrag geschlossen und ein Austausch verschiedener Staatsgebiete vereinbart. Hierbei wurden die linksrheinischen österreichischen Gebiete zum 1. Mai 1816 an das Königreich Bayern abgetreten.
Der bayerische Kanton Pirmasens gehörte im neu geschaffenen Rheinkreis zu dem aus dem vorherigen Arrondissement gebildeten Bezirk Zweibrücken. Im Jahr 1817 wechselten die Gemeinden Finsternheim, Hirschthal, Ludwigswinkel, Nothweiler, Obersteinbach, Petersbächel, Rumbach und Schönau vom Kanton Pirmasens zum Kanton Dahn.
Nach der Untergliederung der Bezirke in Landkommissariate (1818) gehörte der Kanton Pirmasens zum Landkommissariat Pirmasens, dem auch die Kantone Dahn und Waldfischbach angehörten. In einer 1837 erstellten Statistik zählte der Kanton Pirmasens 24 Gemeinden mit einer Bevölkerung von 19.317 Einwohnern, davon 7.846 Katholiken, 11.058 Protestanten, 394 Juden und 72 Mennoniten. 1852 wurde der Kanton Pirmasens, so wie alle Kantone in der Pfalz, in eine Distriktsgemeinde umgewandelt.
Zum bayerischen Kanton Pirmasens gehörten nach 1817 insgesamt 23 Gemeinden (damalige Schreibweise):
| - Donsieders - Eppenbrunn - Fehrbach - Gersbach - Hengstberg - Hilst - Höh-Eschweiler - Hochmühlbach | - Kreppen - Lemberg - Münchweiler - Nieder-, Obersimten, Erlenbrunn - Nünschweiler und Dusenbrücken - Pirmasens - Rodalben und Petersberg - Ruppertsweiler | - Schweix - Thalfröschen - Thal-Eschweiler - Trulben - Vinningen - Windsberg - Winzeln |